# Монталан, Селина
Селина Монталан (урождённая Селин-Мари-Каролина-Генриетта Монталан) (фр. Céline Montaland; 10 августа 1843, Гент — 8 января 1891, Париж) — французская актриса

, танцовщица

 и певица. Сосьетерка Комеди Франсез.

## Биография
Родилась в театральной семье, её отец был актёром парижского театра «Водевиль», затем играл в театре комедии в Генте.
С детства проявила актёрский талант. Первые уроки мастерства получила у отца. В 4-летнем возрасте появилась на сцене Комеди Франсезв комедии «Габриэлла» Эмиля Ожье, в 1849 году в пьесе Франсуа Понсара «Шарлотта Корде». В январе 1850 года её наняли в Театр Пале-Рояль, где она стала не только играть в комедиях, но также петь и танцевать.
Её звали  малышкой Монталан, сначала из-за возраста, а  позднее  из-за её миниатюрности.
По некоторым данным, драматург Эжен Лабиш, автор известной  Chapeau de paille d’Italie   («Соломенной шляпки») специально для неё создал водевиль  La Fille Biên gardée.
С успехом выступала во французской столице и провинции, а также за рубежом (в США). После 1870 года переходила из театра в театр (Бордо, Марсель, Париж). С 1882 года на протяжении двух лет была в составе труппы Михайловского театра в Санкт-Петербурге.
Умерла незамужней в возрасте 47 лет, после непродолжительной болезни, перенесённой у постели дочери, больной корью.

## Избранные театральные роли
- 1849 —   Gabrielle  (Эмиль Ожье)
- 1850 —  Charlotte Corday  (Франсуа Понсара)
- 1850 —  La Fille bien gardée  (Эжен Лабиш)
- 1850 —  Un bal en robe de chambre  (Эжен Лабиш)
- 1851 —  Mam’zelle fait ses dents  (Эжен Лабиш)
- 1852 —  Maman Sabouleux  (Эжен Лабиш)
- 1860 —  Roi des îles  (Эрнст Роллен)
- 1864 —   Le Point de mire   (Эжен Лабиш)
- 1864 —  Un mari qui lance sa femme  (Эжен Лабиш)
- 1867 —  La Dame aux giroflées  (Шарль Вуарен)
- 1875 —  Les Trente Millions de Gladiator  (Эжен Лабиш)
- 1877 —  Le Juif errant  (Д’Эннери)
- 1879 —  Paris en actions  (Альберт Вольф)
- 1881 —  Jack (Лафонтен)
- 1886 —  Monsieur de Scapin  (Жан Ришпен)
- 1887 —  Raymonde  (Андре Терье)